# Bahnhof Zürich Stadelhofen
Der Bahnhof Zürich Stadelhofen ist einer der dreizehn SBB-Bahnhöfe auf dem Gebiet der Stadt Zürich und ein wichtiger Knotenpunkt des Zürcher S-Bahn-Systems. Gemessen am Passagieraufkommen ist er der siebtgrösste Bahnhof der Schweiz: Täglich nutzen ihn 80'000 Passagiere, und es verkehren 770 Züge durch den Bahnhof. Er liegt im Stadtzentrum am Zürichsee beim Opernhaus und Bellevueplatz. Die Erweiterung im Jahr 1990 ist ein frühes Werk des Architekten Santiago Calatrava, der an der ETH Zürich sein Studium absolviert hatte.
Der Bahnhof ist ein Umsteigepunkt auf die städtische Strassenbahn sowie auf die meterspurige Forchbahn, die beide auf dem Stadelhoferplatz verkehren. Die unterirdische Einkaufspassage ist 365 Tage im Jahr geöffnet.
Der Bahnhof hat seine Kapazitätsgrenze erreicht und ist der grösste Engpass im Netz der Zürcher S-Bahn. Zwischen 2027 und 2037 ist der Bau eines vierten Gleises geplant.

## Geschichte
1894 eröffnete die rechtsufrige Zürichseebahn ihre Bahnstrecke von Rapperswil über Meilen nach Tiefenbrunnen und durch den Riesbachtunnel nach Stadelhofen. Durch den Lettentunnel führte die Strecke zum Bahnhof Letten und von dort aus in einem weiten Bogen über die Limmat zum Hauptbahnhof. Seit der Einführung der S-Bahn Zürich 1990 ist der Lettentunnel stillgelegt, und die Züge gelangen direkt vom Hauptbahnhof durch den doppelspurigen Hirschengrabentunnel nach Stadelhofen. Im dreigleisigen Bahnhof entfädeln sich zwei Bahnstrecken. Einspurig geht es durch den alten Riesbachtunnel nach Tiefenbrunnen und weiter bis nach Rapperswil. Seit 1990 ist die doppelspurige Strecke durch den Zürichbergtunnel nach Stettbach und weiter in Richtung Winterthur respektive Uster in Betrieb.

## Architektur des Neubaus

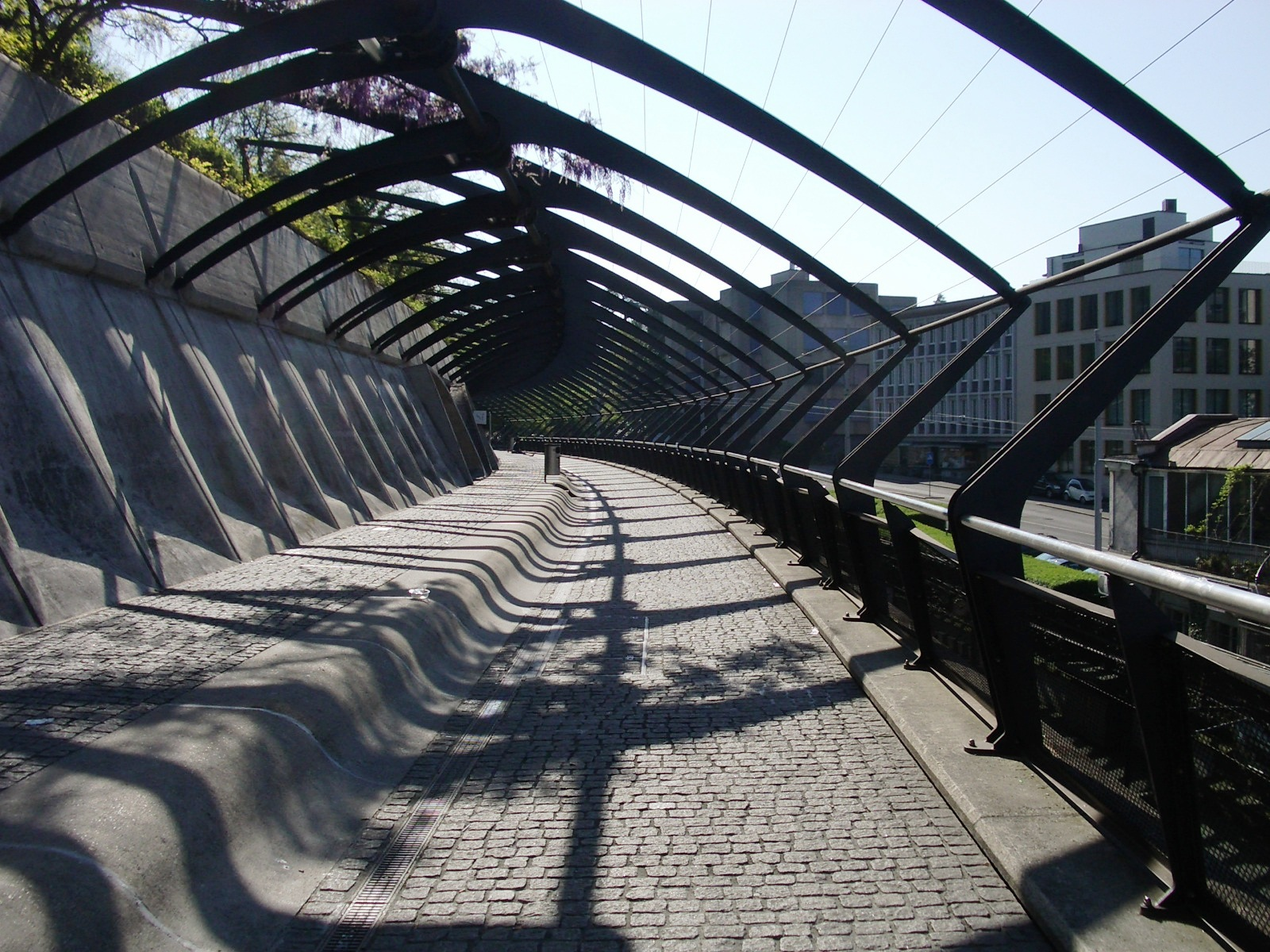
Passerelle am Bahnhof Stadelhofen

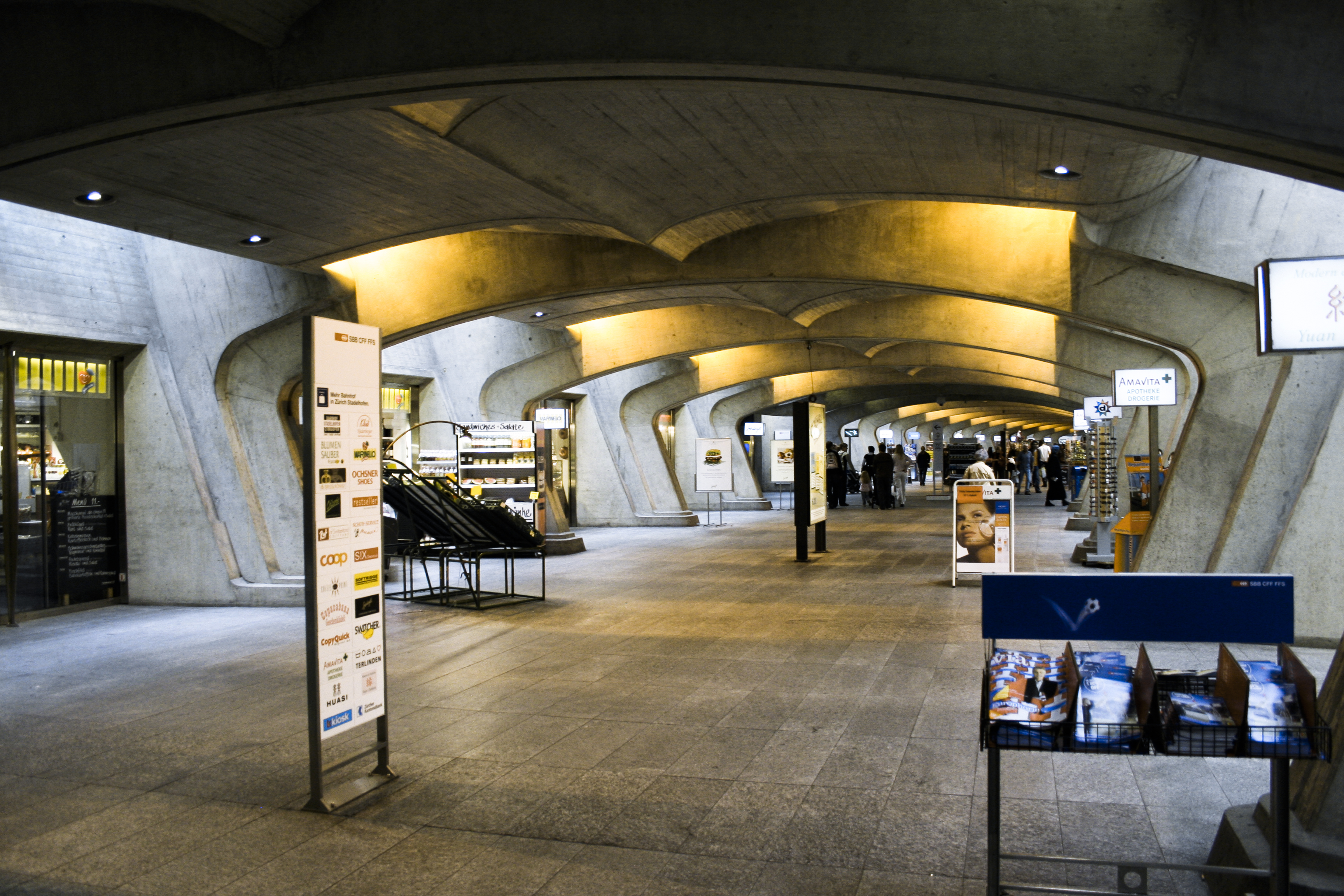
Ladenpassage bei Tag

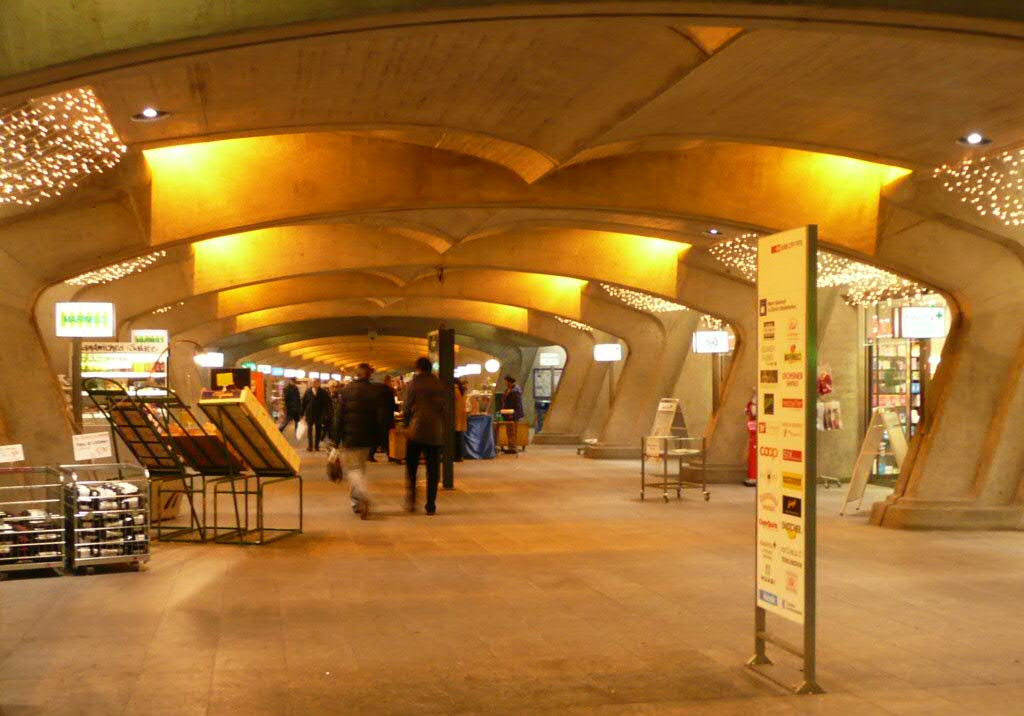
Ladenpassage bei Nacht

Beim Neubau der Station blieb das 1894 erbaute spätklassizistische Aufnahmegebäude bestehen. Es wurde von der Architektengemeinschaft Arnold und Vrendli Amsler, Werner Rüeger sowie Santiago Calatrava (ARGE ACR) in die aus Beton und Stahl gestaltete Perronüberdachung integriert, bei der die Rippen eines Stiers Vorbild waren. Besonders auffallend ist die für die nächtliche Verschliessung der Abgänge zum unterirdischen Ladenbereich und den bergseitigen Perrons gewählte Lösung mit kunstvollen Klapptüren. Eine ebenfalls organisch-skulpturale Treppen- und Brückenanlage führt als Fussgängerpassage neben dem Eingangsgebäude vom Bellevueplatz über die Gleise bergan zu einer Passerelle, die oberhalb der Gleise parallel verläuft und den Passanten Sitzmöglichkeiten und Aussicht bietet.

## S-Bahn Zürich
Der Bahnhof Zürich Stadelhofen wurde im Hinblick auf die Einführung der S-Bahn Zürich ausgebaut und wird ausschliesslich von S-Bahn-Zügen bedient.
Den Engpass mit nur drei Gleisen hat die Politik der 1970er- und 80er-Jahre verschuldet. Nach der wuchtig gescheiterten U-Bahn-Abstimmung von 1973 wurden die Pläne eines Bahnhofs Stadelhofen mit vier Gleisen und einem zweiten Riesbachtunnel abgespeckt, um 50 Millionen Franken zu sparen. Deshalb müssen heute die Züge, die nach Tiefenbrunnen fahren, die Spur der von Stettbach aus stadteinwärts fahrenden Züge kreuzen. Ausserdem gibt es keine vollwertige Doppelspurstrecke zwischen Stadelhofen und Tiefenbrunnen.
- S 3 (Bülach –) Hardbrücke – Zürich HB – Effretikon – Wetzikon
- S 5 Zug – Affoltern a. A. – Zürich HB – Uster – Pfäffikon SZ
- S 6 Baden – Regensdorf-Watt – Zürich HB – Uetikon
- S 7 Winterthur – Kloten – Zürich HB – Meilen – Rapperswil
- S 9 Schaffhausen – Jestetten – Rafz – Zürich HB – Stettbach – Uster
- S 11 Aarau – Lenzburg – Dietikon – Zürich HB – Stettbach – Winterthur – Seuzach/Sennhof-Kyburg (– Wila)
- S 12 Brugg – Altstetten – Zürich HB – Stettbach – Winterthur – Schaffhausen/Wil
- S 15 Rapperswil – Uster – Zürich HB – Oberglatt – Niederweningen
- S 16 Zürich Flughafen – Zürich HB – Herrliberg-Feldmeilen (– Meilen)

Alle Linien verkehren grundsätzlich täglich und ganztägig im Halbstundentakt (mit ändernden Endpunkten). Zur Hauptverkehrszeit verkehren ausserdem in Hauptlastrichtung als S 23 bezeichnete Zusatzzüge zwischen Zürich HB und Winterthur (morgens 5 Züge in Richtung Zürich HB, abends 4 Züge in Richtung Winterthur) mit Stadelhofen als einzigen Zwischenhalt. Diese verkehren zum Teil ab/bis Romanshorn und halten auch auf dieser Strecke nur an den wichtigsten Zwischenstationen. Seit dem 11. Juni 2019 verkehren morgens von Stäfa nach Zürich Hardbrücke und abends in umgekehrter Richtung je drei als S 20 bezeichnete Zusatzzüge als Entlastung für die S7, diese Züge halten aber zusätzlich auch in Küsnacht ZH, dafür aber nicht in Uetikon.
In den Nächten Fr/Sa und Sa/So verkehren Nacht-S-Bahnlinien:
- SN1 Aarau – Wildegg – Brugg – Dietikon – Zürich HB – Stettbach – Winterthur
- SN5 Knonau – Zürich HB – Uster – Pfäffikon SZ
- SN6 Würenlos – Regensdorf-Watt – Zürich HB – Stettbach – Winterthur
- SN7 Bassersdorf – Kloten – Zürich HB – Meilen – Stäfa
- SN9 Bülach – Zürich HB – Stettbach – Uster
- SN11 Olten – Aarau – Mellingen Heitersberg – Dietikon – Zürich HB – Stettbach – Winterthur
- SN18 Zürich Stadelhofen – Forch – Egg ZH

Auf dem Stadelhoferplatz vor dem Bahnhofsgebäude:
- S 18  Zürich Stadelhofen – Zumikon – Forch – Egg – Esslingen (Forchbahn)

## Ausbau bis 2035
Der Bahnhof Stadelhofen gilt als eines der grössten Nadelöhre im Zürcher S-Bahn-System. Auf den drei Gleisen verkehren neun S-Bahn Linien, was bei vier Bewegungen pro Linie und Stunde insgesamt 36 Züge pro Stunde ergibt. In den Stosszeiten erhöht sich diese Zahl aufgrund der Zwischenzüge auf rund 40 Züge pro Stunde.
Das Büro Calatrava als Urheber des Bahnhofs Stadelhofen wurde 2016 von der SBB Immobilien angefragt, eine gesamtheitliche Studie für eine potentielle Erweiterung des Bahnhofes mit einem vierten Gleis zu stellen.
Nationalrat und Ständerat haben 2019 einem umfassenden Ausbau des Bahnhofs Stadelhofen für 900 Millionen Franken im Rahmen von STEP 2035 zugestimmt. Durch den Bau eines vierten unterirdischen Gleises und drei Zufahrtstunnels steigt die Kapazität des Bahnhofs um 50 %. Die neuen Tunnels entflechten kreuzungsfrei die Verzweigung zum Zürichbergtunnel und zum Riesbachtunnel der Rechtsufrigen Zürichseelinie. Die Zufahrt zum neuen vierten Gleis zweigt nach der Ausfahrt aus dem Hauptbahnhof Zürich und der Unterquerung des Weinbergtunnels aus dem Hirschengrabentunnel ab. Auf der Ostseite des Bahnhofs wird eine unterirdische Verzweigung erstellt. Ein Tunnelast führt in den doppelspurigen Zürichbergtunnel, ein zweiter Ast folgt als zweiter Riesbachtunnel parallel zum bestehenden, einspurigen Riesbachtunnel bis zum Bahnhof Tiefenbrunnen.
Nach Fertigstellung des vierten Gleises soll der Mittelperron um etwa anderthalb Meter verbreitert werden, indem man die Gleise 1 und 2 leicht zusammenrückt und an der Wand neben dem Gleis 3 noch einige Zentimeter herausholt. Das ergibt etwa 280 Quadratmeter zusätzliche Perronfläche.
Im November 2019 hat die SBB den Sieger des öffentlichen Wettbewerbs für den Ausbau des Bahnhofs Stadelhofen bekanntgegeben. Es ist nicht Santiago Calatrava, sondern das Architekturbüro Giuliani Hönger. Anfang April 2020 teilte Santiago Calatrava mit, dass er auf rechtliche Schritte gegen das Wettbewerbsergebnis verzichtet.
Sofern der Bewilligungsprozess ohne aufschiebende Einsprachen durchgezogen werden kann, ist ein Baustart frühestens ab 2027 möglich. Die Bauzeit wird auf zehn Jahre veranschlagt, die Baukosten für das rund zweieinhalb Kilometer lange Bauwerk auf 1,1 Milliarden Franken.

## Nahverkehr
Über den Stadelhoferplatz verkehren die Tramlinien 8, 11 und 15 der Verkehrsbetriebe Zürich (VBZ). Unmittelbar südlich des Stadelhoferplatzes liegt die Haltestelle Opernhaus, die von den Tramlinien 2 und 4 bedient wird. Ebenfalls in Fussdistanz liegt das Bellevue, nach dem Hauptbahnhof der zweitgrösste Nahverkehrsknoten der Stadt.
In den Nächten, in denen das «Nachtnetz» fährt, fährt die Nachtbuslinie N11 den Bahnhof an.

## Bilder

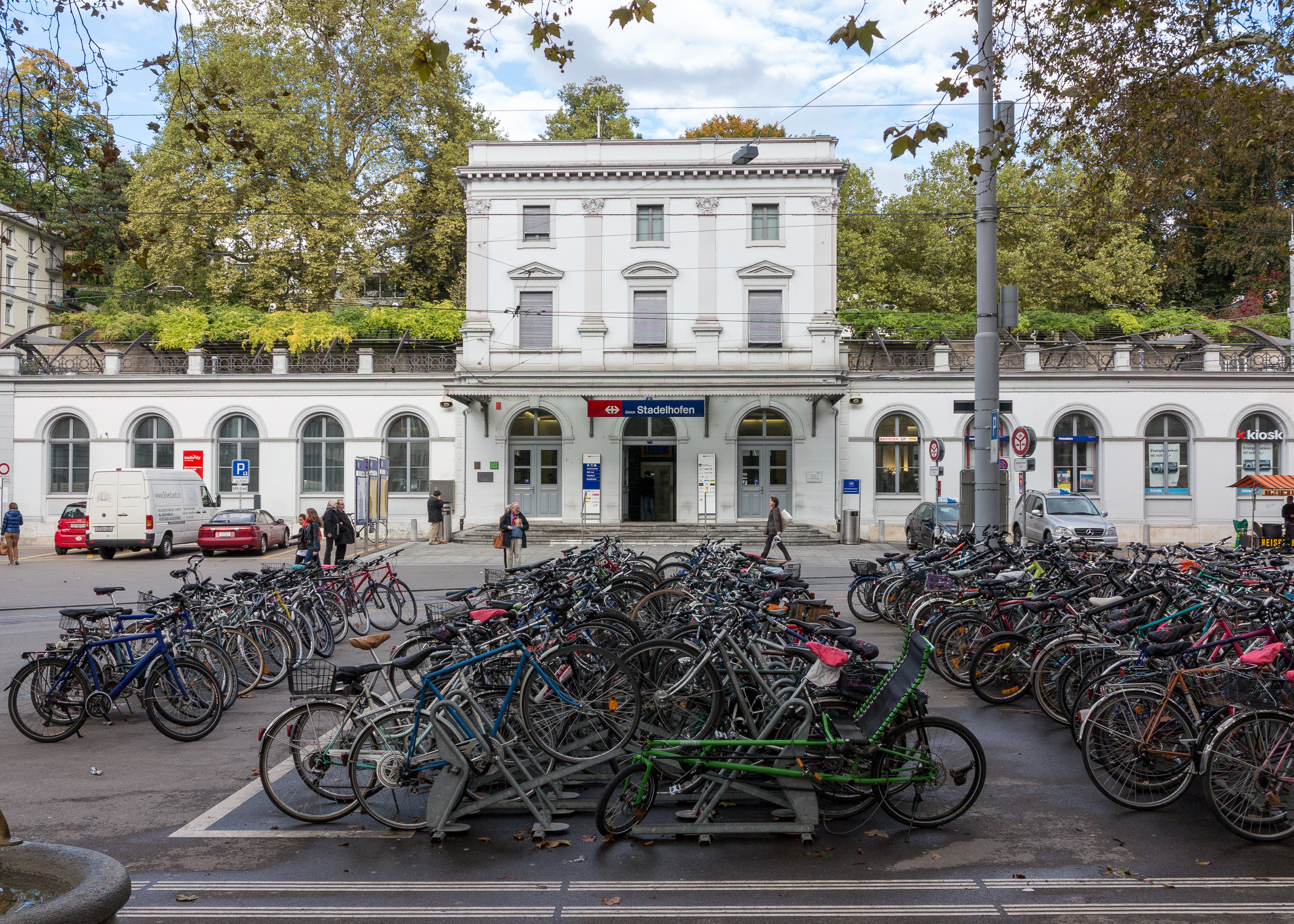
Empfangsgebäude (2013)
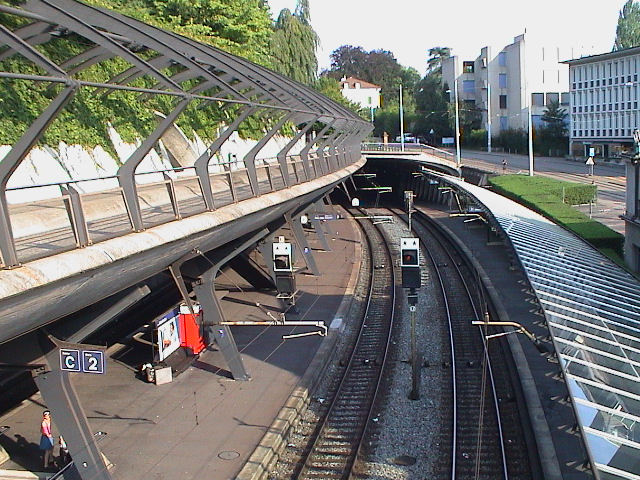
Südlicher Teil mit Portal von Zürichberg- und Riesbachtunnel (2000)
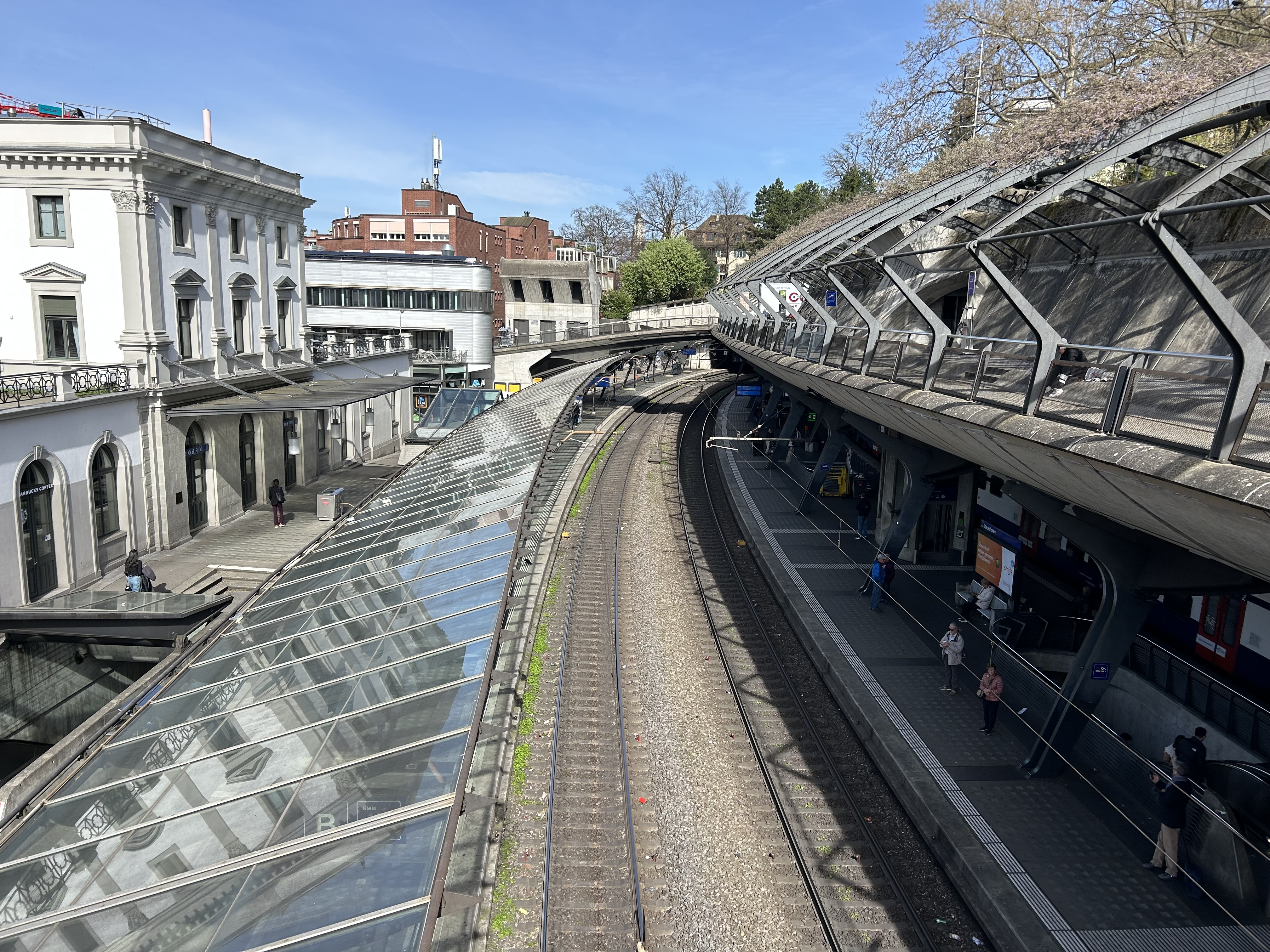
Perron in der Bahnhofsmitte (2024)
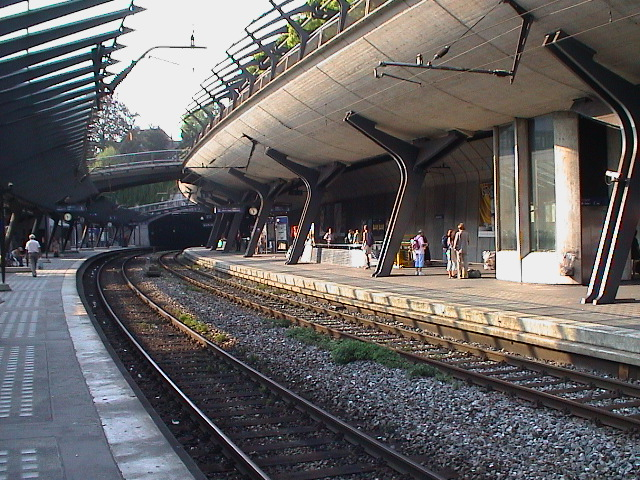
Blick zum Hirschengrabentunnel (2000)